# Друга аналитичка група катјона
Друга аналитичка група катјона у аналитичкој хемији је група следећих катјона: , , , , , , , , , , , .

## Опште карактеристике
Таложе се са водоник-сулфидом у облику сулфида из раствора који садржи и хлороводоничну киселину. У односу на растворљивост добијених сулфида, деле се на:
- сулфобазе: , , , , ,
- сулфокиселине: , , , , ,

Сулфиди сулфобаза су практично нерастворни у алкалијама и алкалним сулфидима, за разлику од сулфокиселина, а нерастворни су и у амонијум-полисулфиду, што се и користи за њихово одвајање од сулфида сулфокиселина.
Већина једињења ове групе катјона је различито обојена и слабо растворна у води. У односу према редукционим средствима сви су непостојани, изузев кадмијума. Катјони сулфокиселина имају променљив степен оксидације и у једињењима са већим степеном оксидације показују изразита неметална својства (посебно арсен). По томе су сулфиди сулфокиселина сличнији анхидридима па се називају и тиоанхидриди. Са алкалним сулфидима и хидроксидима граде соли тиокиселина (тиосоли).

## Опште реакције
- Са водоник-сулфидом у киселој средини граде талоге сулфида: црни талог жива(II)-сулфида, олово(II)-сулфида, бакар(I)-сулфида и бакар(II)-сулфида, смеђи талог бизмут(III)-сулфида и калај(II)-сулфида, жути талог кадмијум(I)-сулфида, арсен(III)-сулфида и арсен(V)-сулфида, светложути талог калај(I)-сулфида и наранџастоцрвени талог антимон(III)-сулфида и антимон(V)-сулфида.

- Алкални хидроксиди са катјонима ове групе таложе оксиде и хидроксиде. Изузетак је арсен.

- Амонијак реагује са:

- солима живе(II) стварајући бели талог жива(I)-амидохлорида;
- растворима соли кадмијума, калаја и антимона стварајући беле талоге одговарајућих хидроксида;
- солима бизмута и бакра и таложе се одговарајуће базне соли.

- Са алкалним карбонатима дају талоге карбоната, базних карбоната и хидроксида.

- Калијум-јодид са катјонима сулфобаза издваја талоге одговарајућих јодида. Изузетак је кадмијум.

Калијум-јодид реагује и са катјонима сулфокиселина у јако киселој средини.
- Са амонијум-сулфидом таложе се сулфиди живе(II), бакра, бизмута, бакра и калаја(II). Издвојени сулфиди у присуству амонијум-сулфида образују колоиде чији се талози тешко одвајају цеђењем.

- Јака редукциона средства редукују катјоне ове групе са већим степеном оксидације у нижи или елементарно стање. Изузетак је кадмијум. На пример:

- Јака оксидациона средства оксидују арсен, антимон и калај са нижим степеном оксидације у виши.

## Доказивањејона
| реагенс          | производ         | детектовање промене | реакције |
| калијум-јодид    | жива(II)-јодид   | црвени талог        |          |
| калај(II)-хлорид | жива(I)-хлорид   | бели талог          |          |
| бакар или месинг | елементарна жива | сива мрља           |          |

| реагенс                              | производ                       | детектовање промене      | реакције |
| амонијак                             | комплексно једињење            | раствор азурноплаве боје |          |
| калијум-хексацијаноферат(II)         | бакар(II)-хексацијаноферат(II) | црвени талог             |          |
| калијум-роданид или амонијум-роданид | бакар(II)-роданид              | црни талог               |          |

Веће концентрације бакарне соли у оксидационом пламену боје бораксову и фосфорну бисерку зелено, а мање концентрације плаво. Веће концентрације у редукционом пламену дају непрозирно црвену боју, али се код мањих концентрација боја губи.
| реагенс        | производ        | детектовање промене | реакције |
| водоник-сулфид | кадмијум-сулфид | жути талог          |          |

| реагенс        | производ           | детектовање промене | реакције |
| вода           | бизмутил-хлорид    | бели талог          |          |
| алкални станит | елементарни бизмут | црни талог          |          |

| реагенс       | производ       | детектовање промене | реакције |
| сребро-нитрат | сребро-арсенит | жути талог          |          |

| реагенс                | производ                             | детектовање промене  | реакције |
| сребро-нитрат          | сребро-арсенат                       | смеђи талог          |          |
| амонијум-молибдат      | амонијум-тетра- тримолибдато-арсенат | жути кристални талог |          |
| магнезијумова микстура | магнезијум- амонијум-арсенат         | бели кристални талог |          |

## Заједничко доказивањеијона
| реагенс             | производ          | детектовање промене            | реакције |
| редукционо средство | AsH3              | гас који је могуће детектовати |          |
| редукционо средство | елементарни арсен | црни талог                     |          |

## Доказивањејона
| реагенс       | производ        | детектовање промене       | реакције |
| калијум-јодид | елементарни јод | јод боји бензол љубичасто |          |

 јон се може доказати тако што се претходно оксидује до  јона.

## Заједничко доказивањеијона
| реагенс                   | производ             | детектовање промене | реакције |
| вода (реакција хидролизе) | окси-хлорид антимона | бели талог          |          |
| гвожђе                    | елементарни антимон  | црни талог          |          |

## Доказивањеијона
- се најчешће доказује тако што његова једињења редукују многе метале до елементарног стања.
- се најпре редукује до , а потом се и доказује редукцијом неких метала, као што је бизмут.
- Јони антимона се могу доказати на пламену, јер у јако киселој средини и са чистим цинком, соли антимона боје пламен бунзенове грејалице светлоплаво.